# Mariano Panebianco
Mariano Panebianco (Acireale, 4 settembre 1847 – Acireale, 30 novembre 1915) è stato un ingegnere e architetto italiano.

## Biografia
Laureatosi a Napoli il 23 settembre 1876 ritornò nella sua Acireale dedicandosi subito all'attività professionale: il successo come progettista ingegnere e architetto fu immediato (le famiglie più potenti e danarose avevano avviato una strategia di nuova, moderata urbanistica e edilizia coi proventi dello zolfo e del vino, la Chiesa acese aveva ottenuto da poco la Diocesi), nel corso della sua carriera produsse oltre 130 progetti di cui molti realizzati. La sua produzione spazia dai lavori pubblici ai palazzi privati, alle chiese. All'Esposizione Interprovinciale di Messina del 1882 venne premiato con medaglia d'argento.Progetta ( ma gli viene preferito il castello neogotico di G.Patricolo) un grande palazzo accanto alla stazione ferroviaria e alle Terme, per il barone Pennisi di Floristella.
Nelle sue costruzioni è innanzitutto attento al decoro urbano, con facciate serene, regolari, spesso senza partizioni verticali, con evidenti suggestioni dalle opere napoletane, come nel palazzo Calanna (bugnato piatto orizzontale, v.facciata del teatro di San Carlo del Niccolini, etc.). Attinge con misura al Rinascimento italiano (in questo sicuramente mosso al confronto ad alti livelli con l'opera di Mariano Falcini che dai primi anni '70 aveva eseguito per il barone di Floristella la splendida magione nel cuore di Acireale e le terme di Santa Venera alla periferia sud), in particolare a Serlio e ai Sansovino (come nel caso della sua abitazione di piazza Pasini o dell'imponente palazzo Nicolosi in Corso Umberto) ma non rinuncia a soluzioni allo stesso tempo eleganti e funzionali, come le lunette di casa Samperi sovrastanti tutte le aperture a pianterreno destinate al commercio sulla pubblica via, con funzione di illuminazione naturale. Utilizza felicemente, specialmente in contesti più liberi (piazze decentrate, frazioni a mare) materiali come la terracotta e il colore rosso vivo negli intonaci che, combinati con la bianca pietra calcarea del siracusano e la nera lavica testimoniano la sua pacata sperimentazione di una sorta di variante non codificata del liberty (villa Raciti e casa Rossi a Santa Maria La Scala). Progettò interessanti opere per la media industria (Società enologica Trinacria), per laboratori scientifici (Staz. speriment. di frutticoltura) e eseguì rilievi archeologici.

## Opere

### Principali opere in Acireale centro
- Biblioteca e Pinacoteca Zelantea
- Stazione sperimentale di Agricoltura e Frutticultura
- Cantoria del Duomo
- Disegno della porta maggiore in ferro battuto della Basilica di San Sebastiano
- Prospetti della Chiesa di San Biagio e della chiesa della Maddalena
- Restauro della Chiesa di San Benedetto
- Portico dell'Oratorio dei Padri Filippini
- Palazzo Calanna
- Casa avv. Samperi
- Palazzo Panebianco
- Palazzo Nicolosi
- Palazzo Figuera (poi Puglisi)
- Palazzo Gulisano
- Casa Pennisi-Badalà
- Arredi e palco musicale Villa Belvedere

### Principali opere in altre località
- Casa Calì-Continella (Santa Maria La Scala)
- Casa Raciti (Santa Maria La Scala)
- Casa Rossi (Santa Maria La Scala)
- Casa Carpinato (Santa Maria La Scala)
- Villa Barone Nicolosi (Santa Tecla)
- Casa Mancini-Micalizzi (Aci Trezza)
- Casa Urso (Catania)
- Casa Samperi (Catania)
- Castello Badalà (San Giovanni Bosco)
- Casa Pennisi di Santa Margherita, poi Carpinato, poi Nicolosi, poi Faro (San Leonardello)
- Casa Panebianco (Trepunti)
- Casa Costarelli (Giarre)
- Casa Torrisi (Aci Catena)
- Chiesa di Santa Margherita (Pozzillo)
- Chiesa dell'Immacolata (Guardia)